# Gerflor DLW
Die Gerflor DLW GmbH ist einer von weltweit nur drei Herstellern von Linoleum-Bodenbelägen und betreibt am Standort in Delmenhorst eine Linoleum-Produktion. Entstanden ist die Gerflor DLW GmbH am 1. März 2018 im Rahmen der Übernahme der DLW Flooring (vormals Armstrong DLW, davor: DLW Deutsche Linoleum-Werke AG) durch die französische Gerflor-Gruppe, einen weltweit tätigen Hersteller und Anbieter von Bodenbelägen, Wandverkleidungen und Zubehör.

## Geschichte
1863 erfand und patentierte der Engländer Sir Frederic Walton (1834–1924) das Linoleum – ein robustes Verbundmaterial aus faserverstärktem Kunststoff. Kurz darauf entstand in England die erste Linoleumfabrik. Mit der Gründung der drei Linoleumwerke „Hansa“, „Schlüssel“ und „Anker“ in Delmenhorst bei Bremen begann 1882 auch in Deutschland die Linoleum-Produktion.
Das Material wurde zunehmend bekannter und zwischen 1904 und 1914 dessinierten namhafte Architekten verschiedene Linoleum-Beläge für die Delmenhorster Linoleumwerke. 1926 schlossen sich die deutschen Linoleumhersteller „Hansa“, „Anker“ und „Schlüssel“ in Delmenhorst, die Adler-Werke in Maximiliansau sowie die Deutsche Linoleum- und Wachstuch-Compagnie in Berlin-Neukölln zu den Deutschen Linoleumwerken (DLW) zusammen. In Norddeutschland, in der Pfalz und in Süddeutschland wurde von nun an unter einer einheitlichen Firmierung produziert.
In diesem Zuge entwarf der Stuttgarter Grafiker und Künstler Willi Baumeister (1889–1955) das Logo der Deutschen Linoleum Werke. Es erinnerte in seinem Erscheinungsbild an einen Linolschnitt. In dieser Zeit wurde das Linoleum – forciert durch die Bauhaus-Architekten unter Peter Behrens, dem künstlerischen Beirat der Anker-Werke, zum beliebten Bau- und Designmaterial. In den Folgejahren ergab sich zudem eine starke Verbindung des Linoleums zu moderner Kunst und modernem Design. Zahlreiche bekannte Künstler, Architekten (u. a. Heinz Stoffregen, Carl Eeg) und Designer setzten das Material für ihre Projekte ein.
1928 gehörte das Unternehmen DLW neben der schwedischen Linoleum Aktiebolaget Forshaga und der Schweizer Linoleum AG Giubiasco zu den Gründern der Continentalen Linoleum Union, aus der sie dann Ende der 1930er Jahre aus politischen Gründen wieder ausschied.
1938 entschied sich die Unternehmensführung zur Verlegung des Hauptsitzes nach Bietigheim. Im Zweiten Weltkrieg lief die Produktion weiter – unter anderem waren rund 500 Zwangsarbeiter im Werk in Bietigheim beschäftigt.
Durch die Zunahme der Nachfrage wird die Produktpalette nach 1949 um Vinyl erweitert. Später kamen Designbeläge, Nadelvlies, Sportbeläge, Teich- und Schwimmbadfolien hinzu.
Mit Beginn der 1960er Jahre wurde das Linoleum nach und nach von PVC und ähnlichen Materialien als Bodenbelag verdrängt. Es kam zu einem deutlichen Produktionsrückgang. In den 1970er Jahren wurden schließlich nur noch ca. 150.000 Quadratmeter Linoleum im Jahr produziert. Mitte der 1980er Jahre stieg die Nachfrage nach dem nachhaltigen Bodenmaterial wieder und die Auftragslage bei DLW verbesserte sich zusehends.
1995 ergänzte DLW die existierende Produktpalette um das neue Luxury Vinyl für den Ladenbau.
1996 vereinbarte die DLW ein Joint Venture mit dem indischen Konzern Birla Corporation Limited, zog sich nach 10 Jahren jedoch wieder aus dem Unternehmen zurück. Birla-DLW firmiert heute als Budge Budge Floorcoverings Ltd.; Linoleum wird jedoch nicht mehr produziert.
1998 übernahm ein US-amerikanischer Bodenbelagshersteller die Aktienmehrheit an dem damals stark verschuldeten Unternehmen.
Zu dieser Zeit waren die DLW in Deutschland mit einem Marktanteil von 54 % führend, im internationalen Vergleich belegte das Unternehmen hinter der Forbo Holding mit 26 % Platz 2.
Im Jahr 2002 wurden rund 12 bis 13 Millionen m² Linoleum-Beläge produziert.
Nachdem die Deutschen Linoleumwerke im Dezember 2014 einen Insolvenzantrag gestellt hatten, erfolgte im Juni 2015 mit der Übernahme durch die niederländische Fields Group zunächst die Rettung. Unter der Firmierung DLW Flooring konnte der Geschäftsbetrieb weitergehen, bis am 12. Oktober 2017 auch DLW Flooring einen Antrag auf Insolvenz stellen musste. Da sich kein neuer Investor fand, musste schließlich der Standort Bietigheim-Bissingen geschlossen werden.
Am 1. März 2018 wurden das Linoleum-Werk in Delmenhorst sowie alle Linoleum-Aktivitäten offiziell von der französischen Gerflor-Gruppe (Gerflor SAS) übernommen. In der Folgezeit tätigte Gerflor umfangreiche Investitionen in die Modernisierung des Produktionsstandorts. Unter der Firmierung Gerflor DLW GmbH werden in Delmenhorst bis heute hochwertige Linoleumbeläge für Kunden und Partner in aller Welt hergestellt.

## Produkte
Gerflor DLW produziert folgende Linoleum-Bodenbeläge für unterschiedliche Anwendungsbereiche:
- Linoleum Compact
- Linoleum Acoustic
- Linoleum Technic
- Linoleum Sport
- Luxury Linoleum